# République de Pise
Xe siècle- – 1406
Entités précédentes :
- Saint-Empire :
- Marche de Toscane

Entités suivantes :
- République florentine

La république de Pise était un État indépendant de facto centré sur la cité toscane de Pise à la fin du Xe et au XIe siècle. Elle croît jusqu’à devenir une puissance économique, un comptoir commercial dont les marchands dominent le commerce méditerranéen et italien durant un siècle, avant d’être surpassée et supplantée par Gênes. La puissance de Pise, en tant que solide nation maritime, s’accroît pour atteindre son apogée au XIe siècle, époque à laquelle elle acquiert sa gloire, qui la classe désormais traditionnellement parmi les quatre républiques maritimes historiques principales de la péninsule.

## L’essor

### L’expansion maritime
À cette époque, la ville est un comptoir commercial de premier ordre et contrôle une importante marine marchande en Méditerranée, ainsi qu’une flotte militaire. Elle étend ses pouvoirs en 1005 avec le sac de Reggio de Calabre, dans le Sud de l’Italie. Pise est en conflit permanent pour le contrôle de la Méditerranée avec les pirates sarrasins, qui ont leurs bases en Sardaigne et en Corse. Grâce à une alliance avec Gênes, le roi sarrasin Mujāhid est défait et la Sardaigne conquise en 1017. Cette victoire donne à Pise la suprématie sur la mer Tyrrhénienne, d’autant que, par la suite, les Pisans évincent les Génois de la Sardaigne, ce qui fait naître un nouveau conflit et une nouvelle rivalité entre les républiques maritimes.
Entre 1030 et 1035, Pise continue à défaire plusieurs villes rivales en Sicile et réussit à vaincre Carthage en Afrique du Nord. Vers 1051-1052, l'amiral Jacopo Ciurini conquiert la Corse, accentuant la rivalité avec les Génois. En 1063, les Pisans attaquent Palerme, sous la direction de l’amiral Giovanni Orlandi et grâce à l’appui terrestre du roi normand de Sicile, Roger Ier. C'est ce pillage de la ville sarrasine qui permet le début de la construction de la cathédrale de Pise et des autres monuments du fameux Champ des Miracles (Campo dei Miracoli) qui devient ensuite la Piazza del Duomo.

### L’indépendance politique
En 1060, Pise doit s'engager dans sa première bataille contre Gênes. La victoire de Pise consolide sa position prépondérante en Méditerranée et lui permet un rayonnement diplomatique accompagnant la reconnaissance de son indépendance. En effet, en 1077, le pape Grégoire VII reconnaît les nouvelles « Lois et Coutumes de la mer » instituées par les Pisans, et l'empereur Henri IV avalise l’indépendance politique de la ville en lui accordant le droit de nommer ses propres consuls assistés d’un Conseil des Anciens. Ceci ne fait que confirmer une situation déjà en place, du fait que le marquis a déjà perdu toute prérogative politique. En 1092, le pape Urbain II reconnaît à Pise son influence sur la Corse et sur la Sardaigne et promeut dans le même temps la ville au rang d’archevêché ; plaçant les cinq diocèses de Corse sous son contrôle.
En 1088, Pise pille la ville tunisienne de Mahdia, alors contrôlée par les Génois. Leur puissance maritime est telle que la marine de guerre pisane se voit engagée pour des actions mercenaires auprès d’autres souverains européens. Ainsi, en 1092, le roi de Castille Alphonse VI fait appel à Pise, ainsi qu’à Gênes, pour chasser le Cid hors de Valence.

## Pise et les croisades
Une flotte pisane de 120 navires prit part à la première croisade et les Pisans jouèrent un rôle crucial dans la prise de Jérusalem en 1099. Sur leur trajet vers la Terre Sainte, les Croisés pisans, menés par leur archevêque Daimbert, le futur patriarche de Jérusalem, mirent à sac plusieurs îles byzantines.
Pise et les autres républiques maritimes profitèrent de la croisade pour établir des comptoirs commerciaux et des colonies sur les côtes orientales de la Méditerranée, en Syrie, au Liban et en Palestine. Les Pisans fondèrent notamment des colonies à Antioche, Acre, Jaffa, Tripoli, Tyr, Joppa, Lattaquié et Accone. Leurs possessions s’étendaient également sur certaines parties de Jérusalem et Césarée, ainsi que sur de plus petites colonie (avec une autonomie moindre) au Caire, à Alexandrie et bien sûr Constantinople, où l’empereur byzantin Alexis Ier Comnène leur accorda des droits spéciaux de mouillage et de commerce. Dans toutes ces villes, des privilèges furent accordés aux Pisans accompagnés d’une immunité fiscale, en échange d’une contribution à la défense en cas d’attaque. Au XIIe siècle, le quartier pisan, dans la partie orientale de Constantinople, atteignit 1 000 habitants. Durant plusieurs années, Pise constitua le principal partenaire commercial et le plus important allié militaire de l’Empire byzantin, dépassant même Venise.
En Méditerranée occidentale, bien que le pape Grégoire VII ait accordé à Pise la suzeraineté sur les îles Baléares en 1085, et que les marchands pisans aient été parmi les initiateurs de l'expédition des Baléares entre 1113 et 1115, l'entreprise échoua dans sa tentative de reprise permanente du taïfa musulman local.

## Déclin de Pise
La puissance de Pise fut réduite à jamais par la cuisante défaite de sa marine de guerre lors de la bataille de la Meloria contre les Génois en 1284, au cours de laquelle la plupart de ses galères furent détruites et nombre de ses marins fait prisonniers. Le casus belli de ce nouveau conflit fut le ralliement du seigneur Giudice di Cinarca à Pise, menaçant les intérêts génois en Corse. En 1290, une attaque des navires génois détruisit le port de Pise, Porto Pisano.
Les Guelfes mettent à profit la victoire des génois pour redevenir maitres de la cité. Ugolin della Gherardesca devient le chef du gouvernement en 1285 avec un pouvoir quasi souverain. Il demeure seigneur de Pise de 1285 à 1288, associé avec son petit-fils Nino Visconti en 1286. Mais, il doit céder devant les Gibelins. L'archevêque Ruggieri degli Ubaldini prend la tête du gouvernement  de 1288 à 1289 après quoi Guido da Montefeltro d'Urbino est reconnu comme seigneur de 1289 à 1293. Il doit abandonner le pouvoir et les Guelfes redeviennent maitre de la ville jusqu'en 1312. La seigneurie est ensuite confié à l'empereur Henri VII de Luxembourg (1312-1314) puis à Uguccione della Faggiola, vicaire général de Gênes (1314-1316) qui fut chassé.
Les Della Gherardesca deviennent les personnages les plus importants de Pise avec Gaddo della Gherardesca (1317-1320) et Ranieri Ier (1320-1325). L'empereur Henri IV de Bavière reçoit la seigneurie en de 1327 à 1329. Cette année-là le vicaire impérial est chassé par les Gherardeschi qui gouvernent avec Bonifacio della Gherardesca (1329-1341) et Ranieri II (1341-1347) jusqu'à l'assassinat de ce dernier. C'est alors que s'engage la lutte entre le parti favorable à la noblesse les Raspanti ou Maltraversi et celui du « popolo grasso » les Bergolini qui prend l'avantage avec Andrea Gambacorta (1347-1354). En 1355 Pise reconnait la seigneurie de l'empereur Charles IV de Luxembourg qui désigne comme vicaire l'évêque Markward d'Ausbourg. Soutenu par la classe inférieure de la population le « popolo minuto » les Raspanti repoussent les Bergolini et les comtes Pefeta da Monte-Scudajo et Lodovico della Rocca prennent le pouvoir en 1355-1356 mais ils sont renversés par le « popolo minuto ». Mettant à profit une défaite devant Florence, le banquier Giovanni dell'Agnello soutenu par le condottiere anglais John Hawkwood se maintient au pouvoir comme « Doge de Pise » de 1364 à 1368. L'empereur lui confirme son titre en 1368 mais la même  année le « popolo grasso » c'est-à-dire les Bergolini le chasse. Pietro de Gambacorti devient seigneur (1369-1392); Il est assassiné par Giacomo d'Appiano qui gouverne de 1392 à 1398 et qui a comme successeur Gherardo d'Appiano (1398-1399). Ce dernier vend la seigneurie de Pise en 1399 au nouveau duc de Milan, Gabriele Maria Visconti (1385-1408). Après 1399, alors que Pise était sous domination de la famille Visconti, la cité est vendue à la république de Florence en 1402. Après une résistance inutile et sanglante, la municipalité est finalement soumise en 1406.